# Himertosoma longicaudatum
Himertosoma longicaudatum là một loài tò vò trong họ Ichneumonidae.